# Società Polisportiva Ars et Labor 1965-1966
Questa voce raccoglie le informazioni riguardanti la Società Polisportiva Ars et Labor  nelle competizioni ufficiali della stagione 1965-1966.

## Stagione

I giocatori della SPAL festeggiano la vittoria sul Bologna il 10 ottobre 1965.

Dopo un anno in purgatorio, la SPAL disputa nel 1965-1966 la sua quattordicesima stagione in Serie A. Un campionato duro e sofferto, a dispetto di un terzetto offensivo da 29 gol, non pochi per una provinciale con l'unico obiettivo di mantenere la categoria. I cannonieri saranno Enrico Muzzio con 11 centri, Riccardo Innocenti con 10 ed Oscar Massei con 8.
Tra le soddisfazioni di stagione, oltre al rendimento degli attaccanti, la conferma dei giovani Fabio Capello, Luigi Pasetti, Arturo Bertuccioli e l'esplosione dello sfortunato difensore centrale Maurizio Moretti, promesso ad un roseo futuro ma destinato a un grave infortunio che ne comprometterà la carriera.
Per gli estensi la gioia più grande arriva sul filo di lana, nel secondo tempo dell'ultima partita di campionato a Brescia: un prezioso pareggio in rimonta che significa per la SPAL la salvezza della categoria. In Coppa Italia, superati i primi tre turni si cede il passo alla Juventus ai quarti di finale.

## Rosa
| N. |                   | Ruolo | Calciatore              |
| -- | ----------------- | ----- | ----------------------- |
|    | Italia (bandiera) | P     | Gabriele Cantagallo     |
|    | Italia (bandiera) | P     | Eugenio Bruschini       |
|    | Italia (bandiera) | D     | Gianfranco Bozzao       |
|    | Italia (bandiera) | D     | Luigi Pasetti           |
|    | Italia (bandiera) | D     | Gennaro Olivieri        |
|    | Italia (bandiera) | D     | Maurizio Moretti        |
|    | Italia (bandiera) | D     | Bruno Onorato Fochesato |
|    | Italia (bandiera) | D     | Bruno Macchia           |
|    | Italia (bandiera) | C     | Osvaldo Bagnoli         |
|    | Italia (bandiera) | C     | Antonio Colombo         |

| N. |                      | Ruolo | Calciatore         |
| -- | -------------------- | ----- | ------------------ |
|    | Italia (bandiera)    | C     | Fabio Capello      |
|    | Italia (bandiera)    | C     | Arturo Bertuccioli |
|    | Italia (bandiera)    | C     | Sergio Frascoli    |
|    | Italia (bandiera)    | C     | Edoardo Reja       |
|    | Argentina (bandiera) | C     | Oscar Massei       |
|    | Italia (bandiera)    | A     | Riccardo Innocenti |
|    | Italia (bandiera)    | A     | Enrico Muzzio      |
|    | Italia (bandiera)    | A     | Franco Carrera     |
|    | Italia (bandiera)    | A     | Dante Crippa       |
|    | Italia (bandiera)    | A     | Augusto Ive        |

## Risultati

### Serie A

#### Girone di andata
| Arbitro: | Motta (Monza) |

|                                        |           |                         |
| Cané 37’ (rig.), 58’, 72’ Altafini 79’ | Marcatori | 44’ Capello 49’ Bagnoli |

| Arbitro: | Righi (Milano) |

|  |           |                              |
|  | Marcatori | 27’ Muzzio 41’ (rig.) Massei |

| Ferrara 19 settembre 1965 3ª giornata | SPAL              | 0 – 0 | Torino | Stadio Comunale\| Arbitro: \| D'Agostini (Roma) \| |
| Arbitro:                              | D'Agostini (Roma) |       |        |                                                    |

| Arbitro: | Sbardella (Roma) |

|                                             |           |                    |
| Menti IV 9’ Vinicio 38’ (rig.) Maraschi 82’ | Marcatori | 64’ (rig.) Bagnoli |

| Arbitro: | Lo Bello (Siracusa) |

|                   |           |            |
| Massei 21’ (rig.) | Marcatori | 36’ Rivera |

| Arbitro: | Varazzani (Parma) |

|             |           |                             |
| Vastola 24’ | Marcatori | 32’, 62’ Muzzio 33’ Bagnoli |

| Arbitro: | Vitullo (Roma) |

|                 |           |  |
| Muzzio 77’, 87’ | Marcatori |  |

| Arbitro: | Monti (Ancona) |

|                           |           |                           |
| Innocenti 16’ Bagnoli 70’ | Marcatori | 56’ Da Costa 59’ Leoncini |

| Arbitro: | Genel (Trieste) |

|                        |           |                       |
| Ciccolo 51’ Vitali 53’ | Marcatori | 58’ Massei 89’ Muzzio |

| Arbitro: | Vitullo (Roma) |

|                               |           |  |
| Greatti 1’ Rizzo 27’ Nenè 56’ | Marcatori |  |

| Arbitro: | Bernardis (Trieste) |

|  |           |          |
|  | Marcatori | 75’ Jair |

| Arbitro: | Sbardella (Roma) |

|            |           |  |
| Nocera 46’ | Marcatori |  |

| Arbitro: | Angonese (Mestre) |

|                                      |           |          |
| Innocenti 26’, 48’ Massei 40’ (rig.) | Marcatori | 73’ Nova |

| Arbitro: | Motta (Monza) |

|            |           |           |
| Muzzio 11’ | Marcatori | 14’ Salvi |

| Catania 2 gennaio 1966 15ª giornata | Catania             | 0 – 0 | SPAL | Stadio Cibali\| Arbitro: \| Lo Bello (Siracusa) \| |
| Arbitro:                            | Lo Bello (Siracusa) |       |      |                                                    |

| Arbitro: | Genel (Trieste) |

|             |           |  |
| Morrone 40’ | Marcatori |  |

| Arbitro: | Marengo (Chiavari) |

|  |           |                               |
|  | Marcatori | 51’ (aut.) Colombo 73’ Pagani |

#### Girone di ritorno
| Arbitro: | Gonella (Torino) |

|               |           |                      |
| Innocenti 80’ | Marcatori | 25’, 30’ (rig.) Cané |

| Arbitro: | Carminati (Milano) |

|                         |           |              |
| Massei 53’ Olivieri 87’ | Marcatori | 35’ da Silva |

| Arbitro: | Barolo (Bassano del Grappa) |

|             |           |  |
| Ferrini 22’ | Marcatori |  |

| Ferrara 13 febbraio 1966 21ª giornata | SPAL          | 0 – 0 | Lanerossi Vicenza | Stadio Comunale\| Arbitro: \| Motta (Monza) \| |
| Arbitro:                              | Motta (Monza) |       |                   |                                                |

| Arbitro: | Angonese (Mestre) |

|            |           |            |
| Rivera 61’ | Marcatori | 88’ Muzzio |

| Arbitro: | Sbardella (Roma) |

|  |           |                                    |
|  | Marcatori | 65’ (rig.), 85’ Haller 86’ Vastola |

| Arbitro: | Vitullo (Roma) |

|            |           |                 |
| Ossola 43’ | Marcatori | 83’ Bertuccioli |

| Arbitro: | Francescon (Padova) |

|                                  |           |  |
| Salvadore 55’ Stacchini 64’, 89’ | Marcatori |  |

| Arbitro: | Bernardis (Trieste) |

|                          |           |  |
| Massei 20’ Innocenti 42’ | Marcatori |  |

| Arbitro: | D'Agostini (Roma) |

|                               |           |  |
| Innocenti 43’, 73’ Massei 83’ | Marcatori |  |

| Arbitro: | Vitullo (Roma) |

|                |           |            |
| Peirò 17’, 66’ | Marcatori | 47’ Muzzio |

| Arbitro: | Angonese (Mestre) |

|                                 |           |             |
| Massei 17’ (rig.) Innocenti 21’ | Marcatori | 38’ Micheli |

| Arbitro: | Monti (Ancona) |

|                   |           |  |
| Hitchens 49’, 79’ | Marcatori |  |

| Arbitro: | Monti (Ancona) |

|             |           |  |
| Cristin 18’ | Marcatori |  |

| Arbitro: | Angonese (Mestre) |

|                              |           |  |
| Muzzio 9’, 79’ Innocenti 84’ | Marcatori |  |

| Arbitro: | De Marchi (Pordenone) |

|               |           |                         |
| Innocenti 59’ | Marcatori | 36’ Rogora 84’ Pirovano |

| Arbitro: | Lo Bello (Siracusa) |

|                        |           |                          |
| Vaini 30’ De Paoli 58’ | Marcatori | 61’ Frascoli 70’ Bagnoli |

### Coppa Italia
| Arbitro: | Angonese (Mestre) |

|  |           |                       |
|  | Marcatori | 75’ (aut.) Castellani |

| Arbitro: | Palazzo (Palermo) |

|                     |           |  |
| Bagnoli 7’ Reja 58’ | Marcatori |  |

| Arbitro: | Barolo (Bassano del Grappa) |

|  |           |                            |
|  | Marcatori | 46’ Massei 90’ Bertuccioli |

| Arbitro: | De Marchi (Pordenone) |

|             |           |                                                   |
| Pezzato 44’ | Marcatori | 17’ Traspedini 92’, 114’ Menichelli 116’ Leoncini |